# Saint John (Antigua i Barbuda)
Saint John – jeden z 6 okręgów, zwanych tradycyjnie parafiami (ang. parish), w Antigui i Barbudzie, znajdujący się w północno-centralnej części wyspy Antigua.